# Журавель, Пётр Алексеевич
Пётр Алексеевич Журавель (укр. Петро́ Олексі́йович Жураве́ль; 5 января 1901, Анновка, Екатеринославская губерния — 1976, Днепропетровск) — 1976) — украинский советский учёный-гидробиолог, доктор биологических наук, педагог, профессор.

## Биография
Выпускник Днепропетровского института народного образования 1926 года (ныне Днепропетровский национальный университет имени Олеся Гончара).
Работал преподавателем в институтах Днепропетровска и Семипалатинска.
С 1944 — заместитель директора, с 1947 — директор института гидробиологии Днепропетровского государственного университета.

## Научная деятельность
Проводил исследования в области фауны крупных водохранилищ, улучшения природных условий воспроизведения рыбных запасов в стране, успешного осуществления рыборазведения в природных и искусственных водоемах.
борьбы с заболеваниями рыбы, в частности, занимался гельминтами, паразитирующими в рыбе.
Автор более 120 научных работ.

## Избранные публикации
- «Как обогатить корм для рыб в пресных водоемах (Як збагатити корм для риб в прісних водоймах)», Днепропетровск, 1957.